# Winterzwemmen

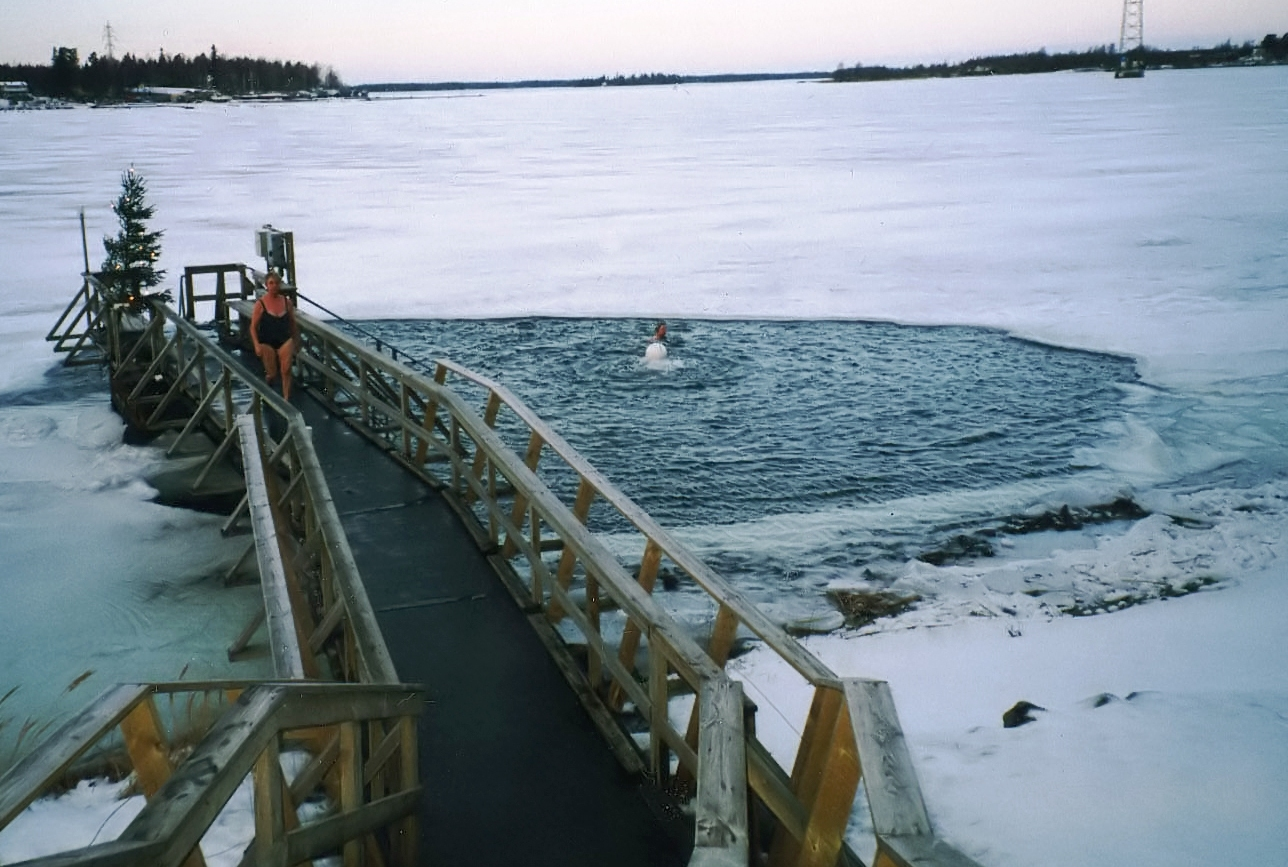
IJszwemmen in Finland

Met winterzwemmen wordt bedoeld het gedurende de wintermaanden zwemmen in open buitenwater zoals een meer, rivier, vijver of de zee. De watertemperatuur ligt dan onder de 5 graden Celsius, maar ook dikwijls rond het vriespunt.
De winterzwemmer die het enkel om de zwemtrainingen te doen is, kan zich kleden in een wetsuit of duikerpak om afkoeling te voorkomen. Zwemmers bij wie het juist gaat om de beleving van het koude water doen dit naakt of dragen reguliere zwemkleding. Nadeel van zwemkleding is dat wanneer men uit het water komt, het lichaam sterker afkoelt. Het lichaam slaat dan rood uit. Dit is een reactie van het koude water op het lichaam. Maar door nadien veel te bewegen en eventueel een warme douche te nemen kan men dit snel oplossen. Bovendien wordt je weerstand verbeterd door dit regelmatig (2 à 3 keer per week) te doen.
Hoewel door velen individueel beoefend, wordt het steeds vaker een massa-evenement. Verenigingen die zich met winterzwemmen bezighouden noemen zich vaak zeehonden, zeeleeuwen, ijsberen of pinguïns en treden daarmee graag naar buiten refererend aan hun weerstand tegen koude. In Vlaanderen worden winterzwemmers meestal ijsberen genoemd. Er zijn enkele ijsberenclubs in Vlaanderen waaronder in Deurne, Mol, Boom, Izegem en Brugge.
Niet echt bedoeld om te zwemmen, maar meer als ritueel, is de zogenaamde nieuwjaarsduik. Daar dompelt de zwemmer - duiker of badgast - zich geheel voor een kort moment onder in het koude water. Dus niet enkel nat (laten) spatten.
IJszwemmen is een soortgelijke winterzwemactiviteit. Het wak wordt bij temperaturen onder nul opengehouden met waterpompen of door beluchting. Een kleiner wak kan ook opengehouden worden met een dikke styrox plaat. Als het water is bedekt met een laag ijs wordt dit weggehakt zodat er gezwommen kan worden. Een bekende ijszwemmer is Wim Hof.

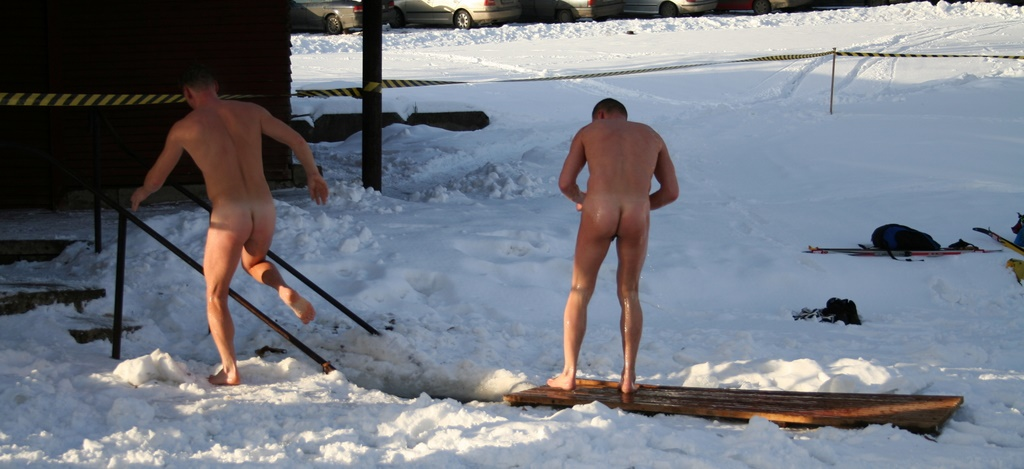
Een wak in het ijs wordt gebruikt als dompelbad bij een Finse sauna. De houten vlonder rechts in de sneeuw is er om het wak na gebruik af te dekken waarmee wordt voorkomen dat het dichtvriest

Soms wordt open water, ook in de winter - en indien bevroren met een geslagen wak - gebruikt als dompelbad zoals bij een sauna gebruikelijk is.

## Gezondheid
Het winterzwemmen wordt in vele landen al honderden jaren als volkssport uitgeoefend. Het brengt wel enig risico met zich mee. Een goede lichamelijke conditie en begeleiding/toezicht is daarom wenselijk. Vooraf opwarmen door wat te lopen, springen of met de armen te zwaaien is van belang. Achteraf is je goed afdrogen en warm aankleden aangewezen om terug op te warmen.
In de praktijk worden de begrippen winterzwemmen, winterbaden, ijszwemmen en ijsbaden vaak als synoniem gebruikt. De gemeenschappelijkheid hierin is de koude ervaring en het sterken van het immuunsysteem.
Net als bij explosieve sporten als sprinten en gewichtheffen traint men ook de organen. In die enkele seconden van inspanning moeten deze heel veel energie aan de rest van het lichaam leveren. Dat is ook wat er gebeurt bij winterzwemmers. Door de reflex van koude-samentrekking zullen de energiereserves ervoor zorgen dat onderkoeling niet direct plaatsvindt.
De winterzwemmer blijft maar enkele seconden tot hooguit enkele minuten in het koude water. Zo koelt hij niet geheel af, maar geniet van de reactie die het lichaam hierop geeft. Het heeft een afhardend effect op de gezondheid. Ook verhoogt het de weerstand tegen griep en infecties, of in elk geval werkt het remmend en herstel bevorderend.

## Nationale tradities

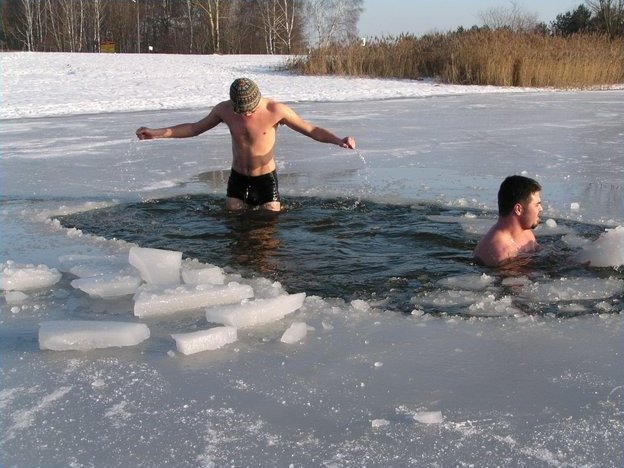
Baden in een Pools ijswak

### Noord-Europa
In de Noord-Europese landen Finland, Noorwegen, Zweden, Denemarken, Polen, Estland, Litouwen en Letland is het winter- en ijszwemmen een traditie. Deze is verbonden met de sauna-traditie of wordt gewoon als zelfstandig genot ervaren. In Finland heet zoiets ‘Avantouinti’. Ongeveer 100.000 mensen beoefenen deze sport (avantouinti) in Finland.
Vooral in het voormalige Oost-Duitsland is het winterzwemmen populair. Maar ook in het zuiden, het Donau-zwemmen bij Neuburg, waar duizenden mensen aan deelnemen. Voorts bestaan daar vele winterzwemverenigingen. Ook individueel wordt deze activiteit veel beoefend. Van Goethe is bekend dat hij ijs in de Ilm weghakte om in het koude water te kunnen baden.

### Midden-Europa
In meerdere landen worden jaarlijks kerst- dan wel nieuwjaarsduiken georganiseerd.

### China
In het Chinese Harbin doet men aan ijszwemmen in de Songhua. Het werd een populair ritueel aan het eind van het jaar 1940. Nu zijn er vele duizenden zwemmers geregistreerd. Het wak in de rivier is daar 25 bij 10 meter.

### Rusland
In Rusland bestaan sterke tradities van zwemmen in - en afkoelen met - koud water. Hier ervaart men het als een gezondheidsvoordeel. Ook kent men het als ritueel van de orthodoxe kerk, voor Theofanie op 19 januari. Als sport worden clubleden wel aangeduid als walrussen.

### Noord-Amerika
In Canada en de Verenigde Staten worden leden van een winter/ijszwemclub die aan duiken meedoen ijsberen genoemd. De zogenaamde "Polar bear plunges". In sommige streken weten zij aandacht te trekken van de pers om zo geld voor een goed doel bijeen te halen.
De oudste ijszwemclub van de VS zou de Coney Island Polar Bear Club zijn. Jaarlijks organiseren zij op nieuwjaarsdag een duik. Maar ook op elke zondag van november tot april.

## Wedstrijden

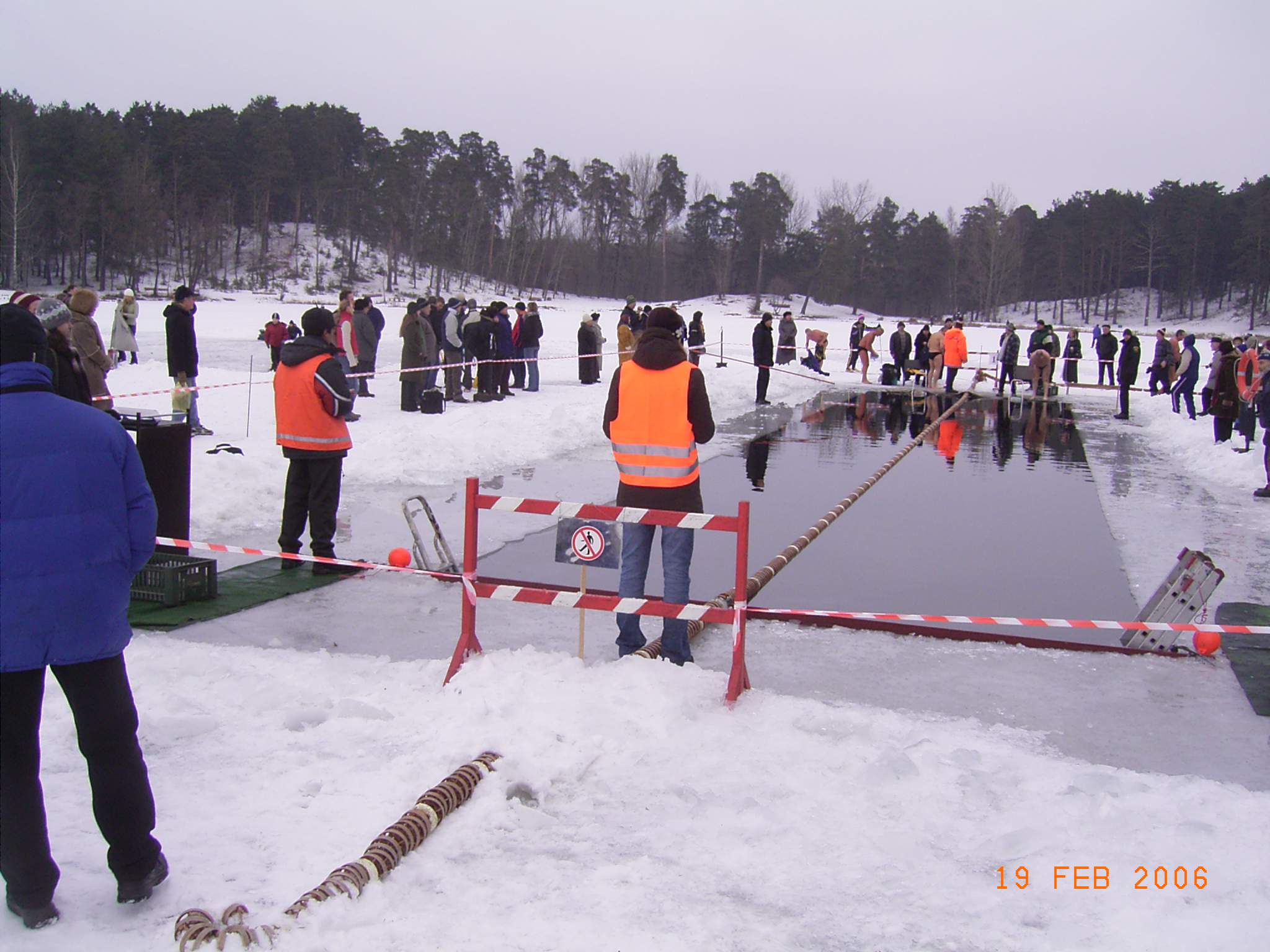
Wedstrijd winterzwemmen in Letland

De eerste wereldkampioenschappen winterzwemmen - World Winter Swimming Championships - werden in 2000 in Helsinki gehouden. Bij de stad Oulu zijn in 2006 de kampioenschappen gehouden. In 2008 nam de Nederlander Stephan Vermeulen deel aan de wereldkampioenschappen winterzwemmen, die in London georganiseerd werden (NRC, 11 februari 2008). In 2014 werden de wereldkampioenschappen winterzwemmen in Rovaniemi gehouden en in 2016 in Tjoemen (West-Siberië). In maart 2018 werden de kampioenschappen in Tallinn, Estland, georganiseerd en in 2020 in Bled, Slovenie. De volgende wereldkampioenschappen worden gehouden van 3 - 7 maart 2026 in Oulu, Finland. In 2015 en 2016 vond in het buitenbad van De Waterdam het Open N.K. IJszwemmen plaats. De organisatie was in handen van de Open Water Swimming Club. In 2016 werd het eerste Fries kampioenschap IJszwemmen in Stiens bij Leeuwarden georganiseerd. Winnaars van de 450 meter waren Bouke Doornbosch uit Zuid-Holland en Marjon Huibers uit Amsterdam.